# Уайлдер, Сэмюэл Гарднер
Сэмюэл Гарднер Уайлдер (англ. Samuel Gardner Wilder, 20 июня 1831, Леминстер, Массачусетс — 28 июля 1888, Гонолулу) — американский судоходный магнат и политик, создавший крупную транспортную компанию в Королевстве Гавайи.

## Жизнь
Сэмюэл Гарднер Уайлдер родился 20 июня 1831 года в Леменстере, Массачусетс.
Его отцом был Уильям Чонси Уайлдер (1804–1858), а матерью — Гарриет Уотерс (умерла в 1850 году). Они переехали в Канаду на несколько лет, а затем в Нью-Йорк в 1840 году и Чикаго в 1844 году. Из-за Калифорнийской золотой лихорадки семья переехала на запад в 1852 году. Он работал для Adams Express Company, которая позволила ему путешествовать к побережью Калифорнии и обратно.
Его первый визит на Гавайские острова был в 1856 году.
Он женился на Элизабет Кинау Джадд (1831–1918), дочери врача-миссионера и политика Геррита П. Джадда 29 сентября 1857 года в Гонолулу.

## Бизнес
Уайлдер зафрахтовал клипер «Белая Ласточка» и вернулся в 1858 году. Он перевёз груз гуано (птичьих экскрементов, используемых в качестве удобрения) с Джарвис в Нью-Йорк. Это путешествие послужило медовым месяцем пары.
Затем он вместе со своим тестем основал плантацию сахарного тростника в 1864 году.
Он послал за своим братом Уильямом Чонси Уайлдером (1835–1901), который служил в кавалерии во время гражданской войны в США. К 1868 году плантация рухнула, и Уильям вернулся в Жениву, Иллинойс. В 1870 году другие сахарные плантаторы отправили Уайлдера в Китай, чтобы вернуть дешёвую рабочую силу. Он столкнулся с сопротивлением британской администрации в Гонконге, и в результате приехали только 188 китайцев.
В 1871 году он возглавил лесопильный бизнес Джеймса Доусетта.
Он также стал агентом государственного парохода «Килауэа», названного в честь вулкана Килауэа, который осуществлял пассажирские перевозки между островами. В 1872 году вместе с К. Льюерсом он основал компанию Wilder & Company для судоходства и связанных с ним предприятий.
В 1873 году его брат Уильям пригласил свою жену и семью, чтобы помочь в судоходном бизнесе. После Договора о взаимности 1875 года сахарный бизнес процветал, возник спрос на использование пароходов для перевозки сахара-сырца в порт Гонолулу, откуда его доставляли на сахарный завод в Калифорнии, принадлежащий Клаусу Спрекелсу, вложившему деньги в компанию Уайлдера.
В 1877 году правительство заказало второй пароход «Likelike» (названный в честь принцессы Лайклайк) из Сан-Франциско. После одного рейса правительство незамедлительно продало его Уайлдеру. «Likelike» был примерно на 50% больше, чем старый «Килауэа», который требовал частого ремонта. Частью сделки было согласие перевозить почту на кораблях.
Со временем к его флоту добавились новые корабли и построили железные дороги, ведущие туда. Гавайская железная дорога строилась с 1881 по 1883 год.

### Политика
В 1868 году Уайлдер был избран в Палату представителей законодательного органа Гавайского королевства. В 1874 году король Луналило назначил его членом верхней палаты дворян законодательного собрания. Луналило умер после всего одного года правления, поэтому первой задачей законодательного собрания 1874 года было избрание нового короля; Уайлдер был выбран для подсчета голосов и объявления голосов. Уайлдер использовал свой пароход для кампании за Калакауа, который выиграл выборы в Законодательное собрание (и впоследствии наградил Уайлдера почестями), хотя Королева Эмма была более популярна среди людей.
В 1878 году Уайлдер установил первую телефонную линию на острове Оаху, соединяющую его правительственный офис с лесным хозяйством.
Уайлдер был награждён орденом Калакауа I и Королевским орденом короны Гавайев.
3 июля 1878 года Калакауа назначил его министром внутренних дел.
Он считался самым влиятельным членом того, что тогда называлось «Кабинет дикой природы». Хотя он был озабочен эффективностью управления и сокращением государственного долга, а не идеологией, одним из его проектов было заложить краеугольный камень новой королевской резиденции «Дворец Иолани»:204.
14 августа 1880 года король заменил всех своих министров спорным и недолговечным кабинетом во главе с Сельсо Цезарем Морено:214.
В 1887 году Уайлдер был избран президентом законодательного собрания, хотя вскоре ушёл. В Вашингтоне, округ Колумбия он встретился с дипломатом Генри А. П. Картером (женившимся на сестре жены Уайлдера) и государственным секретарём США Томасом Ф. Баярдом. Уайлдер сказал, что поддерживает монархию, но не уверен, что она продлится долго, и что США должны вести переговоры об аннексии:418.
Он отправился в Лондон, чтобы собрать деньги для железнодорожного предприятия из Хило в Хамакуа на Гавайях. Однако известие о политическом кризисе, приведшем к Штыковой конституции, отпугнуло инвесторов. Новая конституция впервые сделала выборной верхнюю палату, и он выиграл выборы 1888 года.
Уайлдер умер 28 июля 1888 года. Он был похоронен на кладбище Оаху.